# Lilla Korsilamm
Lilla Korsilamm är en sjö i Ljusdals kommun i Hälsingland och ingår i Dalälvens huvudavrinningsområde.